# Мяенпяя, Ники
Ники Мяенпяя (фин. Niki Mäenpää; род. 23 января 1985, Эспоо, Уусимаа) — финский футболист, вратарь клуба ХИК.

## Клубная карьера
Воспитанник клуба ХИК. В 2003 году перебрался во Францию и выступал за вторую команду «Ланса». В 2006 году провёл полгода в нидерландском «Телстаре» на правах аренды. Затем перешёл в «Ден Босх», за который выступал на протяжении трёх сезонов. Ещё два сезона голкипер провёл в клубе «Виллем II», отыграв восемнадцать матчей. В сезоне 2011/12 числился в АЗ Алкмар, но так и не вышел на поле. В 2012 году перешёл в «ВВВ-Венло».
Летом 2015 года Мяенпя перешёл в английский клуб «Брайтон энд Хоув Альбион», с которым заключил контракт на год. Он не сумел выиграть конкуренцию за место в воротах у Дэвида Стокдейла и за весь сезон 2015/2016 не сыграл ни одного матча в чемпионате Футбольной лиги, но принял участие в трёх кубковых матчах. В июне 2016 года Мяенпя продлил с «Брайтоном» контракт ещё на год.

## Карьера в сборной
С 2005 по 2006 год он выступал за молодёжную сборную своей страны. За сборную Финляндии дебютировал 2 июня 2008 года в матче против сборной Беларуси.